# Саралиев, Шамсаил Юнусович
Шамсаил Юнусович Саралиев (род. 5 ноября 1973, Грозный) — российский, чеченский политик, государственный деятель. Депутат Государственной думы Федерального собрания Российской Федерации VI, VII и VIII созывов с 4 декабря 2011 года.
Министр Чеченской Республики по внешним связям, национальной политике, печати и информации (2008—2011).
Из-за вторжения России на Украину находится под персональными санкциями 27 стран Евросоюза, Великобритании, США, Канады и ряда других стран.

## Биография

### Образование
В 1994 году окончил Чеченский институт управления по специальность «Внешнеэкономические связи».
В 2010 году окончил Чеченский государственный университет по специальности «Государственное и муниципальное управление».

### Трудовая деятельность
С 1996 года работал в акционерном банке «ЭксНет»: заместитель управляющего по связям с общественностью Грозненского филиала, исполнительный директор банка (с мая 1997).
С сентября 1997 года — генеральный директор ООО «Уникс».
С августа 2002 по июнь 2003 года — консультант заместителя Главы Администрации Чеченской Республики; одновременно с сентября 2002 по июль 2003 года — исполняющий обязанности руководителя пресс-службы Главы Администрации Чеченской Республики.
С июля по декабрь 2003 года — руководитель пресс-службы Президента Чеченской Республики Ахмат-Хаджи Кадырова.
С декабря 2003 по июнь 2004 года — заместитель министра Чеченской Республики по национальной политике, информации и внешним связям.
С 2006 по 2007 год — советник Президента Чеченской Республики Рамзана Ахматовича Кадырова.
С ноября 2007 по январь 2008 года — исполняющий обязанности Министра Чеченской Республики по национальной политике, печати и информации.
С 19 января 2008 по 2011 год — Министр Чеченской Республики по внешним связям, национальной политике, печати и информации.
С декабря 2011 по сентябрь 2016 года — депутат Государственной Думы Федерального Собрания Российской Федерации шестого созыва, член Комитета ГД по международным делам.
С сентября 2016 по сентябрь 2021 года — депутат Государственной Думы Федерального Собрания Российской Федерации седьмого созыва.
С октября 2016 года в Госдуме седьмого созыва — первый заместитель председателя Комитета ГД по информационной политике, информационным технологиям и связи.
С 2017 по 2021 год — первый заместитель председателя Комитета ГД по делам национальностей.
С сентября 2021 года по настоящее время — депутат Государственной Думы Федерального Собрания Российской Федерации восьмого созыва. Первый заместитель председателя Комитета Государственной Думы по международным делам.
Член комиссии Государственной Думы по вопросам контроля за достоверностью сведений о доходах, об имуществе и обязательствах имущественного характера, представляемых депутатами Государственной думы, мандатным вопросам и вопросам депутатской этики.
Член Всероссийской политической партии «Единая Россия».
Являлся членом Генерального Совета ВПП «Единая Россия».
В 2008 году принимал участие в составлении сборника материалов по истории чеченского народа «Чеченский архив».
В 2016 году выпустил книгу «На пульсе времени» о результатах работы в Государственной Думе шестого созыва.

### Семья
Женат, отец семерых детей.

## Законопроектная деятельность
Ш. Ю. Саралиев является соавтором и автором более 93 законопроектов, в том числе законопроект о запрете продажи алкоголя до 21 года, законопроект, запрещающий признавать священные тексты экстремистскими, о запрете упоминания в СМИ национальной принадлежности лиц, совершивших преступления, законопроект, ограничивающий деятельность онлайн-кинотеатров
— «О внесении изменений в отдельные законодательные акты Российской Федерации» (по вопросу защиты здоровья несовершеннолетних от никотинсодержащей продукции и последствий её потребления);
— "О внесении изменений в статью 20 Федерального закона «О бесплатной юридической помощи в Российской Федерации»;
— "О внесении изменений в статьи 19 и 24 Федерального закона «О статусе военнослужащих»;
— "О внесении изменений в Федеральный закон «О ветеранах» и ряда других, социально значимых законодательных инициатив.

## Международная деятельность
Являлся членом российской делегации в Парламентской Ассамблее Совета Европы (ПАСЕ) основного состава, членом Комитета ПАСЕ по юридическим вопросам и правам человека.
Саралиев Ш. Ю. является координатором депутатской группы при Государственной Думе по связям с парламентами Королевства Таиланд и Республики Филиппины, координатором депутатской группы при Государственной Думе по связям с парламентами Республики Индонезии и Республики Сингапур, членом депутатской группы при Государственной Думе член депутатской группы по связям с Консультативным советом (Парламентом) Королевства Саудовская Аравия.

## Международные санкции
23 февраля 2022 года внесён в санкционные списки стран Евросоюза за действия и политику, которые подрывают территориальную целостность, суверенитет и независимость Украины и еще больше дестабилизируют Украину.
24 февраля 2022 года включён в санкционный список Канады «близких соратников режима» за голосование о признании независимости «так называемых республик в Донецке и Луганске».
24 марта 2022 года, на фоне вторжения России на Украину, включён в санкционный список США за «соучастие в войне Путина» и «поддержку усилий Кремля по вторжению в Украину», Госдеп США заявил что депутаты Госдумы используют свои полномочия для преследования инакомыслящих и политических оппонентов, нарушают свободу информации, ограничивают права человека и основные свободы граждан России.
Позднее, по аналогичным основаниям, включён в санкционные списки Великобритании, Швейцарии, Австралии, Японии, Украины, Японии и Новой Зеландии.

## Награды
- Орден Александра Невского[43]
- Орден Мужества[44]
- Орден Дружбы — «за большой вклад в развитие российского парламентаризма и активную законотворческую деятельность»[45]
- Медаль Жукова
- Орден имени Ахмата Кадырова (декабрь 2008)
- Орден «За заслуги» Российского Союза ветеранов Афганистана[46]
- Медаль «За заслуги в проведении Всероссийской переписи населения»
- Юбилейная медаль «100 лет со дня образования профсоюзов в России»[46]
- Медаль «За ратную доблесть» общероссийской общественной организации ветеранов «Боевое Братство»[46]
- Медаль «За службу на Северном Кавказе»[46]
- Нагрудный знак «За службу России»[46]
- Благодарность Председателя Государственной Думы Федерального Собрания Российской Федерации (2013 год)[46]
- Нагрудный знак «За отличие в борьбе против терроризма» (2016)[46]
- Почётная грамота Государственной Думы Федерального Собрания Российской Федерации — «за существенный вклад в развитие законодательства и   парламентаризма России» (2016)[46]
- Юбилейная медаль «90 лет профсоюзу работников государственных учреждений России» (2007)
- Благодарственное письмо президента Чеченской Республики (2008)
- Грамота председателя Оргкомитета к 20-летию вывода советских войск из Афганистана (2009)
- Грамота УФСКН РФ по Чеченской Республике (2009)
- Наградной знак «Орден М. А. Мамакаева» (2010)
- Благодарность председателя Совета Федерации Федерального Собрания Российской Федерации (2010)
- Благодарственное письмо главы Чеченской Республики (2010)
- Орден чести 2 степени (2013)
- Наградное оружие (пистолет) (2016)
- Юбилейная медаль «100 лет ВЧК-КГБ-ФСБ» (2017)
- Благодарность правительства РФ (2018)[47]
- Благодарность президента РФ (2018)[48]
- Благодарственное письмо ВПП «Единая Россия» (2018)|28|04|2023}}
- Почётная грамота правительства РФ (2020)
- Медаль «За заслуги перед Чеченской Республикой» (2020)
- Юбилейная медаль «100 лет контрразведывательным подразделениям страны» (2022)
- Благодарность Уполномоченного по правам человека в Чеченской Республике (2022)[49]
- Медаль Министерства обороны РФ «За укрепление боевого содружества» (2023) [50]
- Почётный знак «За заслуги в развитии парламентаризма» (2023)
- Медаль  П. А. Столыпина II степени (2023)[51]